# Frères Atlan
Pour les articles homonymes, voir Atlan.
Les frères Atlan sont une famille de six frères, fils d'Azoulay, originaire de Batna, en Algérie. Cette fratrie fut liée à la délinquance organisée, durant les années 1970,:
- René, proxénète, abattu de huit balles de 11,43 le 21 décembre 1966, rue Choron, à Paris[3],[4], sur ordre de Gilbert Perret. Il est inhumé au cimetière parisien de Pantin[5];
- Maurice (dit « Sion »), né en 1929. Il travaillera un temps pour les frères Zemour. Il meurt le 2 octobre 1965[6], abattu avec ses comparses Albert Harroch et Richard Bensadoun, au Poussin Bleu, café-restaurant de la rue Geoffroy-Marie à Paris[7];
- Armand, né en 1932 à Batna[8],[9],[10], condamné en 1991 au Royaume-Uni à dix-huit ans de détention pour trafic de cocaïne[11], puis en France, en 2018, pour le même motif avec un de ses enfants, mais cette fois à huit ans ferme, depuis 2010 en fuite[12]; Armand avait déjà perdu un de ses enfants pour les mêmes motifs en Amérique du Sud dans les années 80.
- Roger, abattu de douze balles dans sa voiture, en 1965[13];